# Чибиев, Радион Игоревич
Радион Игоревич Чибиев (1 октября 1998, Владикавказ, Северная Осетия) — российский футболист.

## Биография
Воспитанник осетинского футбола. Выступал за ряд любительских российских команд, в том числе за резерв подмосковного «Сатурна». Летом 2022 года перешел в клуб киргизской Премьер-Лиги «Нур-Баткен». Единственный матч за него в элите провел 17 ноября 2022 года против «Кара-Балты» (4:0): в нем Чибиев вышел на замену на 85-й минуте.
Помимо игр, Чибиев также занимался судейством. В 2017 году он в качестве помощника главного арбитра работал на матчах чемпионата Северной Осетии по футболу.